# Walther Koenig (Politiker)
Walther Koenig (* 8. Juni 1860 in Lohe, Kreis Siegen; † 10. September 1922 in Wiesbaden) war ein deutscher Jurist, Politiker und Landrat des Landkreises Zell.

## Leben
Koenig wurde 1860 als Sohn eines Direktors der Duisburger-Ruhrorter Bank AG geboren und studierte nach seiner Schulzeit am Gymnasium in Duisburg von 1878 bis 1881 Rechtswissenschaften in Bonn. Dort wurde er 1878 Mitglied der Burschenschaft Alemannia Bonn. 1881 war er Gerichtsreferendar bei Gerichten in Duisburg und Kleve. 1884 wurde er Regierungsreferendar bei den Regierungen in Düsseldorf und Köslin, bevor er 1888 vertretungsweise für ein Jahr die Verwaltung des Landratsamtes des Kreises Rees übernahm. 1889 wurde er Landrat des Kreises Zell (Mosel). 1910 trat er unter Ernennung zum Geheimen Regierungsrat in den Ruhestand.